# タリビー (ガトー級潜水艦)
タリビー (USS Tullibee, SS-284) は、アメリカ海軍の潜水艦。ガトー級潜水艦の一隻。艦名は北米大陸に分布するマスの一種、シスコの通称タリビーに因む。なお、戦没から16年後に単艦の実験潜水艦として2代目「タリビー (SSN-597)」が就役している。

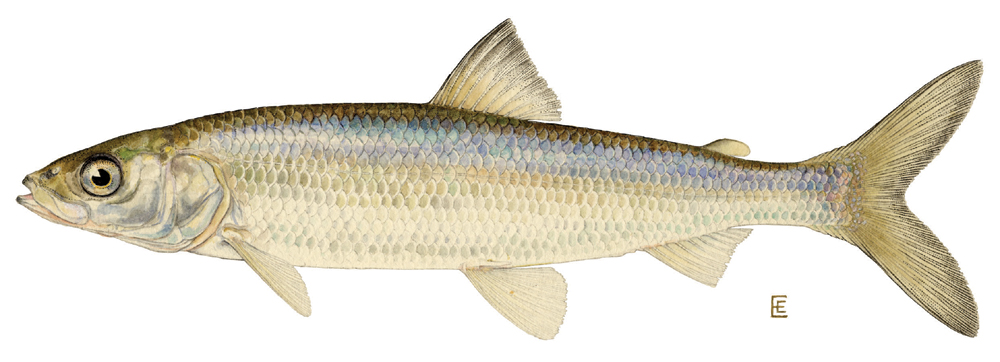
ノーザン・シスコ（アメリカでの通称Chub tullibee）

## 艦歴
「タリビー」は1942年4月1日にカリフォルニア州ヴァレーホのメア・アイランド海軍造船所で起工する。11月11日にケネス・C・ハード夫人によって進水し、艦長チャールズ・F・ブリンデュク少佐（アナポリス1932年組）の指揮下1943年2月15日に就役する。4月8日から4月30日まで整調訓練を行った後、5月8日にハワイに向けて出航した。5月15日に真珠湾に到着し、ハワイ水域でさらに訓練演習を行う。この間に多くの空気漏れが生じ、修理のため2度ドック入りする。しかしながら空気漏れは改善されず、7月11日まで海軍工廠で修理が行われた。

### 第1の哨戒 1943年7月 - 9月
7月19日、「タリビー」は最初の哨戒でカロリン諸島に向かった。7月28日に北緯02度31分 東経172度38分 / 北緯2.517度 東経172.633度のタラワ近海で護衛艦と哨戒機を伴った5,000トン級輸送船を発見したが、哨戒機によって攻撃できなかった。
8月5日に担当水域に到着し哨戒を開始。ほどなく、司令部から「付近を戦艦『武蔵』を含む艦隊が通過する」という情報を得て待ち伏せた。間もなく、「タリビー」は北緯08度37分 東経149度24分 / 北緯8.617度 東経149.400度の地点で駆逐艦らしい艦艇を発見して潜航したが、潜望鏡を上げるタイミングを逸したため、武蔵を発見することはできなかった。「武蔵」以下の艦隊は、「タリビー」が潜望鏡を上げられない間に通り過ぎていた。
8月10日、北緯11度43分 東経147度34分 / 北緯11.717度 東経147.567度の地点でサイパン島とトラック諸島航路において護衛を伴った3,000トン級から5,000トン級の3隻の輸送船を発見し、船団まで約2,500メートルにまで接近のうえ、左舷方向にいた輸送船に向けて魚雷を3本発射したが、最初の魚雷を発射すると同時に敵船の反撃によって潜望鏡を破損した。魚雷の爆発する深度の設定は15フィート (4.6 m) にセットされていたが、最初の目標は予想より喫水が浅かったのか命中せず、目標を沈めることはできなかった。
8月14日には、北緯09度26分 東経147度26分 / 北緯9.433度 東経147.433度のトラック北西海域で護衛艦を伴った3隻の輸送船団を発見。「タリビー」は輸送船を視界内にとらえ、2,700mの距離から最初の魚雷を3本発射したが、これは命中しなかった。一旦深く潜航し、二度目の攻撃のため潜望鏡深度に戻って魚雷を発射しようとしたが、最終的には目標に逃げられてしまった。
8月22日、「タリビー」は駆逐艦「電」と「夕月」が護衛する第4821船団を発見。1,800mの距離から、最も近くにいた輸送船と、それとは別の輸送船に対し魚雷を3本ずつ計6本発射。駆逐艦の反撃を避けるため潜航した時に1つの爆発音を聴取し、続けさまに2つの爆発音が聞こえた。「タリビー」はしばらくしてから浮上したが、海上にドラム缶が漂うのを見た以外は何も見なかった。この攻撃で、特設運送船「会昌丸」（会陽汽船、4,164トン）を撃沈した。帰投途中の9月2日には北緯14度25分 東経152度45分 / 北緯14.417度 東経152.750度の地点で日本潜水艦と遭遇して魚雷を2本発射されたが、命中しなかった。9月6日、50日間の行動を終えてミッドウェー島に帰投した。

### 第2の哨戒 1943年9月 - 11月
9月28日、「タリビー」は2回目の哨戒で東シナ海に向かった。10月14日未明、北緯24度30分 東経120度28分 / 北緯24.500度 東経120.467度の台湾彰化沖で、3隻の「峯風型駆逐艦」、実際には駆逐艦「汐風」に守られた輸送船10隻からなる第105船団を発見。「タリビー」は第105船団を追跡し、翌10月15日1時10分に北緯24度30分 東経120度28分 / 北緯24.500度 東経120.467度の塩水港沖にいたったところで魚雷を3本ずつ計6本発射し、魚雷は1本が陸軍輸送船「志かご丸」（大阪商船、6,182トン）の機関室に命中、40分後に沈没した。
10月25日午後には、北緯27度09分 東経121度07分 / 北緯27.150度 東経121.117度の中国大陸南岸と澎湖諸島間の海域で、2つの隊に分かれ3隻の護衛によって守られた7隻の輸送船で構成された輸送船団に接触したが、見失う。夜に入って再度接触、「タリビー」は船団中もっとも大きな目標の「9,000トン級タンカー」に対して魚雷を6本発射し、1本は目標を捉えたと判断された。同じ目標に対して魚雷を4本発射したが命中せず、すぐさま護衛艦が反撃してきたため、反撃を避けて退却した。一連の攻撃による「成果」は、日本側の記録によれば輸送船「帝祥丸」（帝国船舶、7,976トン）が北緯26度05分 東経121度03分 / 北緯26.083度 東経121.050度の地点で雷撃を受けたものの損害はなく、「成果」はなかった。11月5日夕方、沖永良部島知名村沖に浮上して艦砲射撃を実施し、24発もの砲弾を民家や国民学校、村役場に命中させた。翌日、帰投すべく転針した。ミッドウェー島を経た後の11月16日、52日間の行動を終えて真珠湾に帰投した。

### 第3の哨戒 1943年12月 - 1944年2月
12月14日、「タリビー」は3回目の哨戒で「ハリバット (USS Halibut, SS-232) 」および「ハダック (USS Haddock, SS-231) 」とウルフパックを構成しマリアナ諸島方面に向かった。
1944年1月2日、「タリビー」は北緯21度21分 東経145度13分 / 北緯21.350度 東経145.217度の地点で「伊五十三型潜水艦」を発見し、浮上して距離2,700mから魚雷を4本発射したが回避された。この潜水艦から通報を受けたであろう水上偵察機が飛来し、「タリビー」は潜航を余儀なくされた。
1月19日には「ハダック」と会合し、空母「雲鷹」を撃破した旨報告を受けた。「タリビー」は「ハリバット」とともに「雲鷹」が逃げ込んだサイパン島タナパグ湾の出口で待ち伏せし、「ハリバット」は大胆にも港に潜入を試みたが失敗した。「タリビー」はそのまま港口で待ち、1月25日から27日までは確かに「雲鷹」の姿を確認していたが、1月28日に観測するとその姿は消えていた。
1月31日夜、「タリビー」は北緯15度21分 東経145度31分 / 北緯15.350度 東経145.517度のサイパン島沖でレーダーにより複数の目標を探知し、接近する。やがて、2つの目標に対して魚雷を3本発射し、うち2本を特設捕獲網艇「博丸」（九州郵船、549トン）に命中させて轟沈させ、残る1本は目標に命中しなかった。「タリビー」はさらに魚雷を1本だけ発射したが、命中しなかった。翌日に担当海域を後にした。2月10日、58日間の行動を終えて真珠湾に帰投した。

### 第4の哨戒と喪失 1944年3月
3月5日、「タリビー」は4回目の哨戒でパラオ方面に向かった。9日後に燃料補給のためミッドウェー島に寄港し、担当海域に向かった。「タリビー」には3月30日、31日に行われる、第58任務部隊（マーク・ミッチャー中将）による空襲（パラオ大空襲）の支援任務が予定されていた。3月25日に担当海域に到着し、哨戒を実施しながら空襲日を待った。翌3月26日、レーダーで輸送船団の接近を探知した。関東軍から抽出してマリアナ諸島やカロリン諸島の防衛強化に充てられる陸軍部隊を輸送してきた西松二号船団は、3隻の輸送船と駆逐艦「若竹」、敷設艇「前島」、「第38号哨戒艇」で構成されていた。「タリビー」は浮上して輸送船を追跡したが、折からの豪雨のためそれらを見失う。さらに爆雷による威嚇などで二度接近に失敗し、三度目の接近でやっと攻撃ポジションが取れ、2,700mの距離で艦首発射管から魚雷を2本発射した。約2分後に「タリビー」は猛烈な爆発で振動した。発射した魚雷のうち1本が、円を描いて自らに命中したのだ。突然の爆発で、船団では輸送船が攻撃されたと思ったのか、海面に向けて機銃掃射が行われた。砲手のクリフォード・ウェルドン・カイケンダール二等兵曹は当時、当直の者とともに艦橋上の見張り台におり、爆発で水中に飛ばされて意識を失った。彼が意識を回復したとき、艦の姿は見あたらなかった。彼はおよそ10分間水中の音声を聞いたが、それは聞こえなくなった。カイケンダールは「若竹」によって救助され、若竹が「捕虜アリ」の信号を掲げると、輸送船に乗船していた陸軍部隊から喝采を浴びた。カイケンダールは捕虜として大船の捕虜収容所に収容されたあと、終戦後に解放された。「タリビー」は1944年7月29日に除籍された。唯一生還したカイケンダールは2016年2月に91歳で死去した。タリビーは、他の戦没した米潜水艦同様に、退役ではなく「永遠の哨戒」（Eternal Patrol）と位置付けられている。
「タリビー」は第二次世界大戦の戦功で3個の従軍星章を受章した。